# Rubia angustisissima
Rubia angustisissima är en måreväxtart som beskrevs av Nathaniel Wallich och George Don jr. Rubia angustisissima ingår i släktet krappar, och familjen måreväxter.
Artens utbredningsområde är Burma. Inga underarter finns listade i Catalogue of Life.